# コール・エスコヴィード
コール・エスコヴィード（Cole Escovedo、1981年8月30日 - ）は、アメリカ合衆国の男性総合格闘家。カリフォルニア州フレズノ出身。パシフィック・マーシャルアーツ所属。空手黒帯。元WEC世界フェザー級王者。コール・エスコベドとも表記される。
ブラジリアン柔術をバックボーンに持ち、中でも三角絞めを得意技とする。
左肩に「尊敬」、右肩に「恐れる」と日本語のタトゥーを入れている。

## 来歴
2003年4月13日、Gladiator Challengeでバオ・クァーチに判定で敗れ、キャリア初黒星を喫した。

### WEC・IFL
2002年10月18日、WEC 5で行われたIFC・WEC世界フェザー級統一王座決定戦でフィリップ・ペレスと対戦し、三角絞めで一本勝ちを収め王座獲得に成功した。2003年10月17日のWEC 8ではアンソニー・ハムレットを相手にWEC王座の初防衛に成功した。
2006年3月17日、WEC 19の防衛戦でユライア・フェイバーと対戦し、タオル投入でTKO負けを喫し王座陥落した。
2006年4月29日、IFLの大会「Legends Championship 2006」に出場。スーパーファイトで元UFC世界ライト級王者ジェンス・パルヴァーと対戦するも、開始1分足らずで左フックによりKO負けを喫した。8月17日のWEC 23の北米バンタム級王座決定戦ではアントニオ・バヌエロスに0-3の判定負けを喫し王座獲得に失敗した。その後深刻な感染症に罹患し、約3年間にわたって競技から離脱した。

### 復帰後
2009年5月8日、2年9か月ぶりの復帰戦となったPFC 13でマイケル・マクドナルドと対戦し、パウンドでのTKOにより、3年7か月ぶりの勝利を収めた。
2010年2月4日、TPFバンタム級王座決定戦でジェフ・ベダードと対戦し、三角絞めで一本勝ちを収め王座獲得に成功した。
2010年3月22日、DREAM初参戦となったDREAM.13で前田吉朗と対戦し、左ハイキックで失神KO勝ち。
2010年7月9日、TPFバンタム級タイトルマッチでマイケル・マクドナルドと再戦し、パンチラッシュでKO負けを喫し王座陥落した。
2010年9月25日、DREAM.16で小見川道大と対戦し、ストレートアームバー（DREAMの公式記録はアームバー）による一本負けを喫した。

### UFC
2011年5月28日、UFC初参戦となったUFC 130でヘナン・バラオンと対戦し、0-3の判定負け。
2011年9月24日、UFC 135で水垣偉弥と対戦し、パウンドでTKO負け。
2011年11月12日、UFC on FOX 1でアレックス・カサレスと対戦し、0-3の判定負け。3連敗となりUFCからリリースされた。

## 人物・エピソード
- 父親はインディアン、母親はチェコ人。父親の意向で幼少期は長髪に首飾り・ブレスレットを付けて学校に通っていたため、周囲の子供からいじめられていた。その父親は、エスコヴィードが12歳の時に刑務所に収監されてしまい、2010年3月現在も服役中とのこと[12]。
- 2006年の感染症の際は、当初医者からはインフルエンザと誤診されてしまい、症状が悪化する一方だったという。結局右腕以外の全身が動かなくなるに至って初めて精密検査を行ない、脊髄への感染症が判明したとのこと。その治療の過程では医者から「歩けるようになったらそれだけでもミラクル」と言われ、2度と歩けない可能性が高いと宣告された[12]。
- 現在6年ほど同棲している彼女がいるが、結婚はしていない。2人の間には娘が1人いるほか、彼女の連れ子である息子が1人いる。将来的には子供を養うために警察官を目指す考えもある[12]。

## 戦績
| 総合格闘技 戦績 | 総合格闘技 戦績 | 総合格闘技 戦績 | 総合格闘技 戦績 | 総合格闘技 戦績 | 総合格闘技 戦績 | 総合格闘技 戦績 |
| --------------- | --------------- | --------------- | --------------- | --------------- | --------------- | --------------- |
| 26 試合         | (T)KO           | 一本            | 判定            | その他          | 引き分け        | 無効試合        |
| 17 勝           | 6               | 10              | 1               | 0               | 0               | 0               |
| 9 敗            | 4               | 1               | 4               | 0               | 0               | 0               |

| 勝敗 | 対戦相手               | 試合結果                         | 大会名                                                                  | 開催年月日     |
| ×    | アレックス・カサレス   | 5分3R終了 判定0-3                | UFC on FOX 1: Velasquez vs. dos Santos                                  | 2011年11月12日 |
| ×    | 水垣偉弥               | 2R 4:30 TKO（パウンド）          | UFC 135: Jones vs. Rampage                                              | 2011年9月24日  |
| ×    | ヘナン・バラオン       | 5分3R終了 判定0-3                | UFC 130: Rampage vs. Hamill                                             | 2011年5月28日  |
| ○    | スティーブン・サイラー | 1R 2:30 三角絞め                 | Showdown Fights 3: New Blood                                            | 2011年1月28日  |
| ×    | 小見川道大             | 1R 2:30 アームバー               | DREAM.16                                                                | 2010年9月25日  |
| ×    | マイケル・マクドナルド | 2R 1:12 KO（スタンドパンチ連打） | TPF 5: Stars and Strikes 【TPFバンタム級タイトルマッチ】                | 2010年7月9日   |
| ○    | 前田吉朗               | 1R 2:29 KO（左ハイキック）       | DREAM.13                                                                | 2010年3月22日  |
| ○    | ジェフ・ベダード       | 1R 2:31 三角絞め                 | TPF 3: Champions Collide 【TPFバンタム級王座決定戦】                    | 2010年2月4日   |
| ○    | モーリス・イーゼル     | 1R 1:47 TKO（パウンド）          | Strikeforce Challengers 4                                               | 2009年11月6日  |
| ○    | タイラー・ウェザーズ   | 5分3R終了 判定2-1                | Disturbing the Peace                                                    | 2009年6月27日  |
| ○    | マイケル・マクドナルド | 2R 2:25 TKO（パウンド）          | PFC 13: Validation                                                      | 2009年5月8日   |
| ×    | アントニオ・バヌエロス | 5分3R終了 判定0-3                | WEC 23: Hot August Fights 【WEC北米バンタム級王座決定戦】               | 2006年8月17日  |
| ×    | ジェンス・パルヴァー   | 1R 0:56 KO（左フック）           | IFL: Legends Championship 2006                                          | 2006年4月29日  |
| ×    | ユライア・フェイバー   | 2R終了時 TKO（タオル投入）       | WEC 19: Undisputed 【WEC世界フェザー級タイトルマッチ】                  | 2006年3月17日  |
| ○    | ジョー・マーティン     | 1R 1:05 跳び三角絞め             | WEC 17: Halloween Fury 4 【ネイティブアメリカンライト級タイトルマッチ】 | 2005年10月14日 |
| ○    | ポピーズ・マルチネス   | 2R 1:05 TKO（脚の負傷）          | WEC 15: Judgment Day 【ネイティブアメリカンライト級タイトルマッチ】     | 2005年5月19日  |
| ○    | ランディ・スペンス     | 1R 2:06 三角絞め                 | IFC: Eve of Destruction 【IFC世界フェザー級タイトルマッチ】             | 2005年3月5日   |
| ○    | アンソニー・ハムレット | 2R 1:30 TKO（パウンド）          | WEC 8: Halloween Fury 2 【WEC世界フェザー級タイトルマッチ】             | 2003年10月17日 |
| ×    | バオ・クァーチ         | 5分2R終了 判定0-3                | Gladiator Challenge 15                                                  | 2003年4月13日  |
| ○    | ノア・シナブレ         | 1R 1:38 三角絞め                 | Gladiator Challenge 14                                                  | 2003年2月16日  |
| ○    | フィリップ・ペレス     | 1R 3:07 三角絞め                 | WEC 5: Halloween Fury 【IFC・WEC世界フェザー級統一王座決定戦】          | 2002年10月18日 |
| ○    | クリスチャン・アレン   | 2R 3:16 TKO（パンチ連打）        | Ultimate Athlete 3: Vengence                                            | 2002年8月10日  |
| ○    | ポール・モリス         | 1R 0:29 三角絞め                 | WEC 3: All or Nothing                                                   | 2002年6月7日   |
| ○    | ジェイ・ヴァレンシア   | 1R 0:45 三角絞め                 | Ultimate Athlete 2: The Gathering                                       | 2002年3月16日  |
| ○    | バート・パラゼウスキー | 1R 2:10 ギブアップ（パンチ連打） | Ultimate Athlete 1: The Genesis                                         | 2002年1月27日  |
| ○    | テリー・ダル           | 1R 1:54 三角絞め                 | WEC 2: Clash of the Titans                                              | 2001年10月4日  |

## 獲得タイトル
- 初代IFC世界フェザー級王座（2002年）
- 初代WEC世界フェザー級王座（2002年）
- 第2代ネイティブアメリカンライト級王座（2005年）
- 初代TPFバンタム級王座（2010年）